# Erik Hagstedt
Erik Hagstedt, poznatiji pod umjetničkim imenom Legion (Finspång, Švedska, 22. svibnja 1975.), švedski je black metal pjevač i tekstopisac, najpoznatiji kao bivši pjevač švedskog black metal-sastava Marduk. Također bio je pjevač skupina Witchery, RebelAngels, Opthalamia i Devian.

## Diskografija
Opthalamia (1994. – 1995.)
- Via Dolorosa (1995.)

Marduk (1995. – 2003.)
- Heaven Shall Burn... When We Are Gathered (1996.)
- Glorification (1996.) (EP)
- Live in Germania (1997.) (koncertni album)
- Nightwing (1998.)
- Panzer Division Marduk (1999.)
- Obedience (2000.) (EP)
- Infernal Eternal (2000.) (koncertni album)
- La Grande Danse Macabre (2001.)
- Blackcrowned (2002.) (kompilacja)
- World Funeral (2003.)

Devian (2006. – 2010.)
- Ninewinged Serpent (2007.)
- God to the Illfated (2008.)

Witchery (2010. – 2011.)
- Witchkrieg (2010.)
- In His Infernal Majesty's Service (2016.)